# Myriam Fox-Jerusalmi
Myriam Fox-Jerusalmi (* 24. Oktober 1961 in Marseille als Myriam Jérusalmi) ist eine ehemalige französische Kanutin.

## Karriere
Myriam Fox-Jerusalmi sicherte sich in ihrer Karriere im Einer-Kajak im Kanuslalom zunächst mehrere Medaillen bei Weltmeisterschaften. Sie wurde 1983 in Meran und 1985 in Augsburg jeweils mit der Mannschaft Weltmeisterin und gewann 1987 in Bourg-Saint-Maurice sowohl im Einzel als auch mit der Mannschaft die Silbermedaille. Zwei Jahre darauf verbesserte sie sich auf dem Savage River in Maryland mit der Mannschaft wieder auf den ersten Platz und wurde auch im Einzel erstmals Weltmeisterin. Drei weitere Male gewann Fox-Jerusalmi mit der Mannschaft die Goldmedaille: 1991 in Tacen, 1993 in Mezzana und 1995 in Nottingham. 1993 gelang ihr im Einzel außerdem der zweite Titelgewinn ihrer Karriere.
Zweimal nahm sie an Olympischen Spielen teil. Bei ihrem Olympiadebüt 1992 in Barcelona kam sie mit 150,76 Punkten nicht über den 21. Platz unter 26 Starterinnen hinaus. Vier Jahre darauf erzielte sie in Atlanta mit 171 Punkten das drittbeste Resultat des Wettbewerbs und gewann dadurch die Bronzemedaille.
Fox-Jerusalmi ist Jüdin und wurde 2018 in die International Jewish Sports Hall of Fame aufgenommen. Sie heiratete den britischen Kanuten Richard Fox, der seit 1998 in Australien arbeitet und sechsfacher Weltmeister im Kanuslalom wurde. Seit 2005 lebt die Familie auch dort. Ihre gemeinsamen Töchter Jessica und Noemie Fox sind ebenfalls Kanutinnen und gewannen zusammen sieben olympische Medaillen.